# Sword Art Online: Ordinal Scale
Sword Art Online La Película: Ordinal Scale (劇場版 ソードアート・オンライン -オーディナル・スケール- Gekijō-ban Sōdo Āto Onrain -Ōdinaru Sukēru?) es una película de anime japonesa, de aventura y fantasía, basada en la serie de novelas ligeras escritas por Reki Kawahara e ilustradas por Abec. La película es producida por A-1 Pictures y dirigida por Tomohiko Itō, esta presenta una historia original por Kawahara, diseño de personajes por Shingo Adachi y música por Yuki Kajiura. Fue estrenada en Japón el 18 de febrero de 2017, en México el 4 de marzo de 2017, y en Estados Unidos el 9 de marzo de 2017.

## Argumento
En el año 2026, Augma se lanza al público como un sistema alternativo al AmuSphere, ya que proyecta una capa de juego sobre la realidad mientras el jugador está consciente, en lugar de usar FullDive. El juego de combate más destacado es Ordinal Scale, en el que las habilidades de un jugador se clasifican por números ordinales.
Asuna, Lisbeth y Silica animan a Kirito a jugar el OS al enterarse de que han aparecido los jefes de Aincrad, aunque este último no le toma mucha importancia. Kirito se une a Asuna y Klein en una pelea de jefes contra Kagachi, el Señor Samurai en Akihabara, donde la mascota del juego, la cantante ídolo de IA Yuna, aparece y les da a los jugadores efectos de mejora mientras canta. Kirito no logra nada debido a la falta de fuerza física y agilidad en el mundo real. Eiji, el jugador número dos, ayuda al grupo a derrotar al jefe. Antes de que Asuna dé el golpe mortal, Eiji susurra la palabra "Switch", una mecánica de juego de SAO que ella reconoce.
La noche siguiente, Asuna se une a Klein y su grupo para otra pelea de jefes en el parque Yoyogi mientras espera a su último miembro del grupo, sin saber que fue herido por Eiji la noche anterior. Asuna deja a Klein y su gremio atrás y procede a la lucha contra Storm Griffin, que nuevamente está presidido por Yuna. Klein y su gremio están sorprendidos por la aparición repentina de un segundo jefe, Zanghi the Flame Caller, y sorprendentemente apoyado por Eiji, quien ataca y derrota físicamente a Klein y a todo su gremio en el mundo real usando reflejos superiores y una fuerza aparentemente sobrehumana. Cuando Asuna regresa a donde los dejó, Klein y su gremio no están a la vista. A la mañana siguiente, mientras Kirito practica con el OS en el parque Yoyogi, una chica que no conoce aparece con una capucha blanca, dice algo en silencio y señala a la distancia antes de desaparecer. Un Kirito confundido es sorprendido por Asuna que ha llegado para almorzar con él. Mientras comen juntos, Asuna teoriza que Eiji era un exmiembro de los Caballeros de la Hermandad de Sangre llamado Nautilus, mientras que Yui deduce que las ubicaciones de generación de los jefes de Aincrad se alinean con los mapas de mazmorras de SAO. Al notar la ausencia de Klein, Kirito intenta controlarlo.
Asuna, Lisbeth y Silica se unen a la lucha del jefe contra Strict Hermit en Yebisu Garden Place, donde Yuna y Eiji vuelven a aparecer. Al mismo tiempo, Agil contacta a Kirito y le dice que Klein ha sido hospitalizado con un brazo roto; Kirito, alarmado, se apresura a proteger a Asuna y sus amigos. Durante la batalla, un segundo jefe, Dorz'l the Chaos Drake, aparece de repente y se fija en Silica. Eiji bloquea el escape de Silica empujándola hacia el camino de un ataque de jefe letal, y Asuna es derrotada mientras la protege; un orbe naranja se materializa en Asuna y es rápidamente recogido por uno de los drones del sistema operativo. Después de la batalla, Asuna comienza a sufrir pérdida de memoria y va al hospital para ser examinada.
Asuna se entera de que el dispositivo Augma escaneó su cerebro específicamente en busca de recuerdos SAO y que la pérdida de memoria podría empeorar. Después de que la condición de Asuna empeora, Kirito gana una fuerte determinación para resolver el misterio. Kirito visita a Klein en el hospital y confirma que los recuerdos de SAO de Klein también le faltan. Kirito va a la batalla del jefe de Dire Tusk en Tokyo Dome City en busca de Eiji, donde se le une Sinon; aunque está preocupado por su seguridad, Sinon le recuerda a Kirito que ella no es una sobreviviente de SAO. Durante la batalla del jefe, un sobreviviente de SAO es derrotado y Kirito es testigo de un orbe de memoria brillante que es recolectado por un dron de OS. Yui intenta recuperar el orbe de memoria del dron, pero falla después de ser bloqueado por el sistema operativo. Después de la batalla, Kirito está frustrado porque Eiji no apareció, pero se encuentra con la chica encapuchada por tercera vez que repite sus mismas acciones de antes. Kirito y Yui se dan cuenta de que ella apunta hacia la Universidad Técnica de Touto.
Kirito va a la universidad y conoce al profesor Tetsuhiro Shigemura, quien desarrolló el Augma. Shigemura se niega a responder cualquier pregunta y antes de irse, Kirito nota en el escritorio de Shigemura una foto de una chica que se parece a Yuna. Kirito habla con Seijiro Kikuoka, quien le informa que la hija de Shigemura, Yuna, murió en SAO. Kirito advierte a Kikuoka que la pérdida de memoria puede estar afectando a otros sobrevivientes de SAO que juegan al OS. Al visitar la casa de Asuna, Kirito le promete a Asuna que recuperará sus recuerdos. Mientras busca pistas, Kirito se encuentra con la chica encapuchada una vez más, quien confirma que es Yuna. Cuando ella le dice que su rango es demasiado bajo, Kirito decide subir de nivel, atacando en solitario de forma imprudente a tantos jefes como pueda y mejorando su espada AR con la ayuda de Leafa.
Días después, los jugadores de OS se reúnen en el Estadio Nacional de Tokio para el primer concierto en vivo de Yuna. En los niveles inferiores, Kirito se enfrenta con Eiji, quien afirma que tiene una forma de devolver los recuerdos de Asuna. Después de que Kirito lo derrota, Eiji revela que Shigemura ha estado recolectando recuerdos de los jugadores de SAO en un intento por reconstruir el alma de su hija perdida y resucitarla como una IA; tener supervivientes de SAO concentrados en un solo lugar es la etapa final del plan y Eiji cree que ha ganado. Kirito se apresura a subir las escaleras para advertir a todos, llamando a Kikuoka en el camino. Kikuoka advierte a Kirito que todos los drones recolectores de memoria que escanean a todos a la vez podrían dañar los cerebros de los jugadores, matándolos como lo hizo el NerveGear en SAO.
Cuando una horda de jefes de Aincrad aparece y aterroriza el estadio, Kirito y Yuna se unen a la batalla. Yuna le dice a Kirito que el Augma tiene una función de inmersión completa oculta y que puede usarla para derrotar al jefe del piso 100 de SAO para detener el escaneo y salvar a todos. Antes de entrar, Kirito le da a Asuna un anillo de compromiso. Al entrar en el Palacio Ruby del Piso 100, Kirito, Lisbeth, Silica, Agil y Sinon se enfrentan al jefe. Se abruman fácilmente hasta que Asuna, Leafa, Klein y varios otros jugadores memorables de ALO y GGO acuden en su ayuda. Yui restaura sus habilidades guardadas de SAO, permitiendo que todos los jugadores derroten al jefe. La voz de Akihiko Kayaba los felicita por su victoria y le da a Kirito una espada extremadamente poderosa como recompensa.
El grupo regresa a la arena todavía en plena inmersión donde Kirito, ahora el jugador mejor clasificado de OS, despedaza sin esfuerzo a los jefes con su nueva espada. Mientras tanto, en el mundo real, Kikuoka y la policía encuentran a Shigemura en la sala de servidores abandonada de Argus (la empresa desaparecida que una vez dirigió SAO) y lo arrestan. La encapuchada Yuna restaura los recuerdos de los sobrevivientes de SAO (incluyendo a Asuna) y desaparece, ya que su existencia estaba ligada a la del jefe del Piso 100. Luego, Kirito y Asuna cumplen la promesa que se hicieron el uno al otro en Aincrad, de ver juntos una lluvia de meteoritos. Asuna devuelve el anillo de promesa de Kirito para que él pueda ponérselo correctamente en la mano esta vez, lo cual hace después de que Kirito le propone matrimonio.
En una escena posterior a los créditos, Kikuoka, que quedó impresionado con el intento de Shigemura de reconstruir el alma y la inteligencia artificial, recluta a Shigemura para Rath.

## Reparto
| Personaje                         | Seiyū Japón         | Actor de doblaje Hispanoamérica | Actor de doblaje España |
| --------------------------------- | ------------------- | ------------------------------- | ----------------------- |
| Kazuto Kirigaya / Kirito          | Yoshitsugu Matsuoka | Luis Leonardo Suárez            | Darío Torrent           |
| Asuna Yuuki / Asuna               | Haruka Tomatsu      | Alejandra Delint                | Eva Bau                 |
| Suguha Kirigaya / Leafa           | Ayana Taketatsu     | Azucena Miranda                 | Greta Ruiz              |
| Yui                               | Kanae Itō           | Susana Moreno                   | Nina Romero             |
| Keiko Ayano / Silica              | Rina Hidaka         | Wendy Malvárez                  | Mónica Campos           |
| Rika Shinozaki / Lisbeth          | Ayahi Takagaki      | Jocelyn Robles                  | Rosa López              |
| Shino Asada / Sinon               | Miyuki Sawashiro    | Lupita Leal                     | Silvia Cabrera          |
| Ryōtarō Tsuboi / Klein            | Hiroaki Hirata      | Gabriel Ortiz                   | Alejandro Moreno        |
| Andrew Gilbert Mills / Agil       | Hiroki Yasumoto     | Óscar Rangel                    | Rafael Ordóñez          |
| Akihiko Kayaba                    | Kōichi Yamadera     | Dafnis Fernández                | Luis Porcar             |
| Yuna Shigemura / Yuna             | Sayaka Kanda        | Melissa "Meli G" Gedeón         | María José Montesinos   |
| Eiji Nochizawa / Eiji / Nautilius | Yoshio Inoue        | Diego Estrada                   | Omar Lozano             |
| Dr. Tesuhiro Shigemura            | Takeshi Kaga        | Gerardo Reyero                  | José Luis Molina        |

## Producción
En el festival de otoño de Dengeki Bunko del 2015, el 4 de octubre de 2015, fue anunciado que la serie de novelas ligeras sería adaptada a una película animada, con el equipo principal regresando de la serie de anime. La película toma lugar luego de la segunda temporada de la serie de anime, Sword Art Online II. Fue revelado en el evento de Dengeki Bunko Haru no Saiten 2016 el 13 de marzo de 2016 que la película llevaría por título Sword Art Online: Ordinal Scale. El elenco de voces de la serie de anime regresaron a repetir sus papeles en la película.
La banda sonora está compuesta por Yuki Kajiura, quien también compuso la música para la serie de anime. Esta incluye 50 canciones, incluyendo 5 insertos interpretados por Sayaka Kanda. Fue lanzado por Aniplex el 22 de febrero de 2017. Sayaka Kanda interpreta cinco canciones como Yuna: "Longing", "Delete", "Break Beat Bark!", "Ubiquitous dB", "Smile For You". LiSA interpretó el tema musical de la película, titulado "Catch the Moment".